# Dieter Bornemann
Dieter Bornemann (* 17. März 1967 in Graz) ist ein österreichischer TV-Journalist und Börsen-Experte, Moderator und Fotograf.

## Leben
Schon während seiner Schulzeit am BORG Eisenerz schrieb Dieter Bornemann als freier Mitarbeiter Lokalberichte für die Kleine Zeitung in der Steiermark. Seine hauptberufliche Karriere als Journalist begann er 1987 bei der Fachzeitschrift Börsenkurier in Wien. 1988 wechselte er als Wirtschaftsredakteur zur Tageszeitung Die Presse, drei Jahre später wurde er Ressortleiter für Finanzen des neu gegründeten Monatsmagazins New Business.
1992 übersiedelte Bornemann zum ORF-Hörfunk, erst als Wirtschaftsjournalist, später als Innenpolitikredakteur. 1995/96 war er als EU-Korrespondent in Brüssel stationiert. 1998 wechselte er in die ZiB 2-Redaktion des ORF-Fernsehens. Von 2002 bis 2004 moderierte Bornemann die Nachrichtensendung ZiB 3. Derzeit ist er in der Zeit im Bild-Redaktion stellvertretender Leiter des Wirtschaftsressorts, Börsen-Kommentator und Technologie-Experte. Er wurde mehrfach von der Fachjury des Branchenmagazins Der österreichische Journalist unter die Top 10 der österreichischen Wirtschaftsjournalisten gewählt. 
Bornemann hat an der Universität Wien Publizistik und Politikwissenschaft studiert (ohne Abschluss) und war 1999 Stipendiat am DeWitt Wallace Center for Communications and Journalism an der Duke University in North Carolina (USA). 2010 absolviert er den Kurs Broadcast Journalism an der New York Film Academy. Von Oktober 2011 bis Oktober 2013 hat Bornemann ein berufsbegleitendes Executive Master Program bei International Media Innovation Management absolviert und mit einer Masterthesis zum Thema Multimedialer Newsroom abgeschlossen. Er unterrichtete bis 2008 an der FH Joanneum für Journalismus und Unternehmenskommunikation in Graz die Fächer TV-Berichterstattung, Interview und Krisen-Kommunikation. Seit 2009 ist er Lehrbeauftragter am Medienkundlichen Lehrgang der Universität Graz und am Publizistik-Institut der Universität Wien. Außerdem leitet er Podiumsdiskussionen und hält Börse-Vorträge. 
Im Dezember 2009 wurde Bornemann als Nachfolger von Danielle Spera zum Redakteurssprecher der Aktuellen Fernsehinformation gewählt. Seit November 2012 ist er als Vorsitzender des Redakteursrates oberster Journalisten-Vertreter im ORF. In dieser Funktion kämpft er vor allem gegen politischen Einfluss der Parteien gegenüber dem ORF. Dafür nahm Bornemann 2012 für die ZiB-Redaktion den Concordia-Preis für Pressefreiheit entgegen. Für das von ihm initiierte Protestvideo bekam die ZiB-Redaktion den Deutschen Webvideopreis 2012 verliehen.
Mit der Ausstellung New York Moments in der Galerie Edition Photo in Wien zeigte Dieter Bornemann im Oktober 2012 erstmals öffentlich eine Auswahl seiner fotografischen Werke. Weitere internationale Gruppenausstellungen folgten.
Im Juli 2017 folgte er Angelika Ahrens als Moderator des ORF-Wirtschaftsmagazins Eco nach.
Bornemann ist seit 2002 verheiratet und lebt in Wien.

## Auszeichnungen
- 2020: Journalist des Jahres in der Kategorie Wirtschaft[6]
- 2021: Concordia-Preis in der Kategorie Pressefreiheit[7][8]
- 2023: Horst-Knapp-Preis 2022[9][10]